# Seki (Tavas)
Seki ist ein Dorf im Landkreis Tavas der türkischen Provinz Denizli. Seki liegt etwa 72 km südwestlich der Provinzhauptstadt Denizli und 28 km nordwestlich von Tavas. Seki hatte laut der letzten Volkszählung 404 Einwohner (Stand Ende Dezember 2010).